# Croton pubescens
Croton pubescens är en törelväxtart som beskrevs av Eduard Ferdinand Geiseler. Croton pubescens ingår i släktet Croton och familjen törelväxter. Inga underarter finns listade i Catalogue of Life.